# توماس غونزاليس (كاتب)
توماس غونزاليس (بالإسبانية: Tomás González)‏ هو محامي وكاتب ومؤلف كولومبي، ولد في 1950 في ميديلين في كولومبيا.

## وصلات خارجية
- توماس غونزاليس على موقع مونزينجر (الألمانية)